# Ickenham (stanice metra v Londýně)
Ickenham je stanice metra v Londýně, otevřená 15. září 1905. V letech 1910-1933 se stanice nacházela na District Line. Dnes se nachází na dvou linkách:
- Metropolitan Line a Piccadilly Line (mezi stanicemi Hillingdon a Ruislip)

| Rok  | Počet cestujících |
| ---- | ----------------- |
| 2011 | 0,98 mil          |
| 2012 | 1,06 mil          |
| 2013 | 1,07 mil          |
| 2014 | 1,16 mil          |